# Next Up Hero
Next Up Hero es un videojuego de acción desarrollado por Digital Continue y fue publicado por Aspyr para la versión de Early Access en Linux, Microsoft Windows y OS X en el tercer trimestre de 2017

## Jugabilidad
Next Up Hero es un videojuego de acción con un elenco de héroes eclécticos con habilidades especiales que se turnan para conquistar a enemigos duros. La muerte da como resultado que el siguiente héroe sea capaz de resucitar a sus hermanos caídos como compañeros de IA llamados "Echo", para luchar junto a ellos.

## Desarrollo
Next Up Hero fue anunciado en el RTX en Austin, Texas el 14 de julio de 2017. Su lanzamiento inicial será el tercer trimestre de 2017 en Linux, Microsoft Windows y OS X y el primer trimestre de 2018 en Nintendo Switch, PlayStation 4 y Xbox One.